# Rapides de Makedo
Les rapides de Makedo ou de Garbo sont des rapides du Soudan du Sud.

## Description
Ils sont situés en Équatoria-Central, à 60 km de Djouba à 484 m d'altitude. 
Le terrain autour des rapides est principalement plat. 